# Piazza Cavour (Ancona)
Piazza Cavour è una delle quattro piazze principali del centro storico di Ancona, insieme a piazza del Plebiscito (o piazza del Papa), piazza della Repubblica (o del Teatro) e piazza Roma.
Segna la congiunzione tra i rioni ottocenteschi e quelli del Novecento e sorge lungo la passeggiata "da mare a mare", che attraversa da ovest ad est il promontorio su cui sorge la città, dalle banchine del porto alle rupi del Passetto.

## Storia

### L'origine ottocentesca

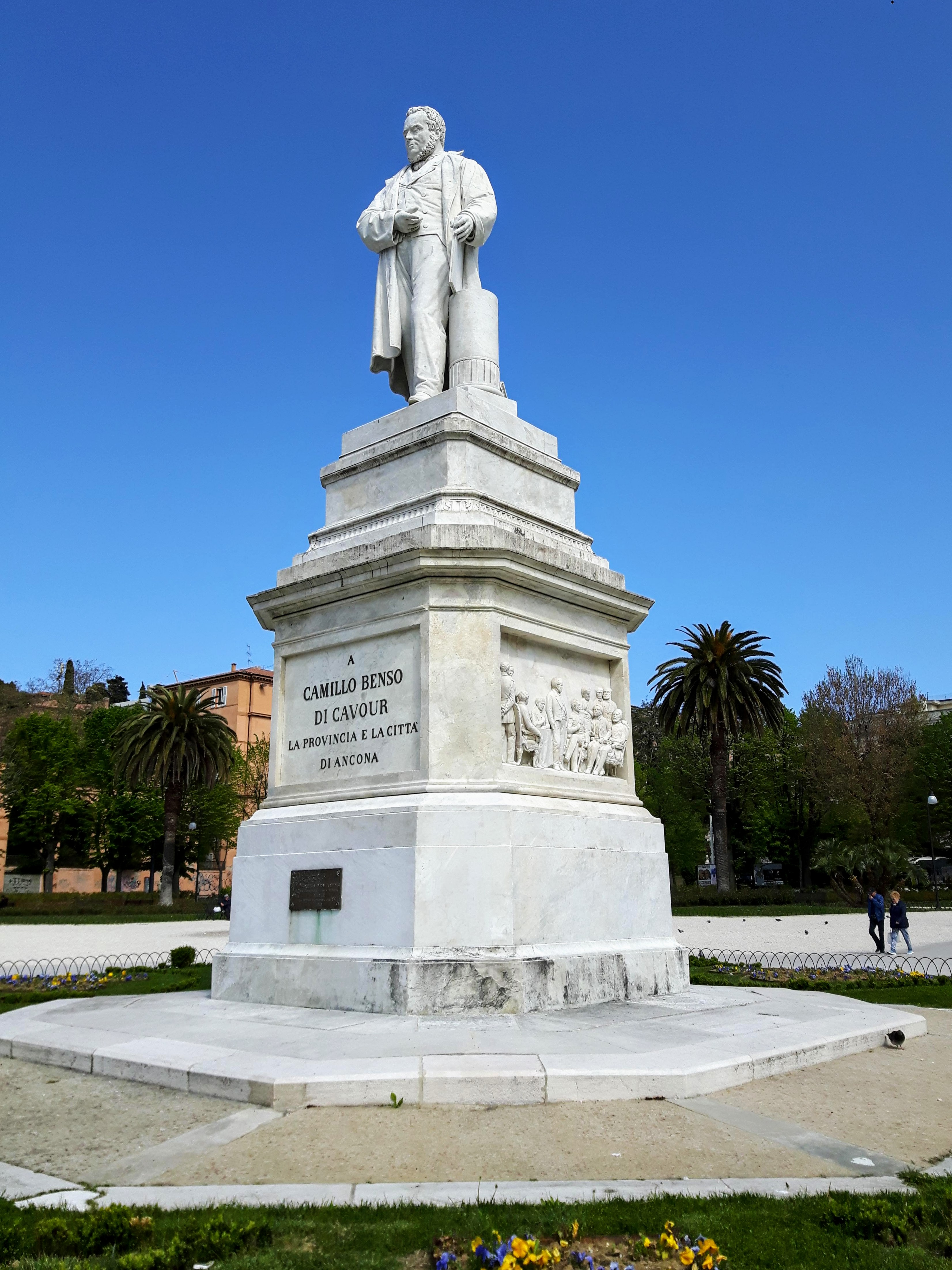
La statua a Cavour dello scultore Aristodemo Costoli (1868)

Già in età pontificia l'ingegner Michele Bevilacqua aveva previsto una grande piazza nella stessa zona.
All'indomani dell'Unità d'Italia, nel 1861, per Ancona fu elaborato un piano urbanistico di espansione, ad opera degli ingegneri Gabuzzi, De Bosis, Bianchi e Daretti; in questo piano, riprendendo l'idea del Bevilacqua (pur senza dichiararlo), era compresa la realizzazione della piazza, progettata nel dettaglio nel 1862 ed inaugurata nel 1868.
Al centro fu posta una statua di Cavour, opera di Aristodemo Costoli, noto scultore risorgimentale. Sul basamento della statua, due bassorilievi rappresentano rispettivamente il Congresso di Parigi e la Proclamazione del Regno d'Italia (o secondo altri, la seduta del parlamento in cui si deliberò che Roma avrebbe dovuto essere capitale) ossia due momenti fondamentali dell'azione politica di Cavour.
La piazza, avente un'area di tre ettari, nacque in base ad un progetto unitario volto ad espandere verso est la città, per adeguarla al nuovo ruolo di piazzaforte di prima classe del Regno d'Italia; fu progettata perciò insieme a corso Vittorio Emanuele (ora Garibaldi), che termina in essa, ai rioni ottocenteschi Santo Stefano e Cardeto, che vi si affacciano, e all'ampliamento delle mura cittadine, con un nuovo tratto che collegava Forte Cardeto con la lunetta di Santo Stefano, che doveva servire a cingere i nuovi rioni. La piazza era allora ai margini dell'area urbana, a contatto con il nuovo tratto delle mura. Il suo primo ruolo era fungere da fondale prospettico dell'asse del corso Vittorio Emanuele; per questo motivo la statua di Cavour non fu collocata perfettamente al centro della vasta piazza ma leggermente spostata verso ovest in modo da essere più visibile dal corso.
Nelle mura che delimitavano la piazza si apriva Porta Cavour, a doppio fornice, oltre la quale si estendeva la zona agricola della Piana degli Orti. 

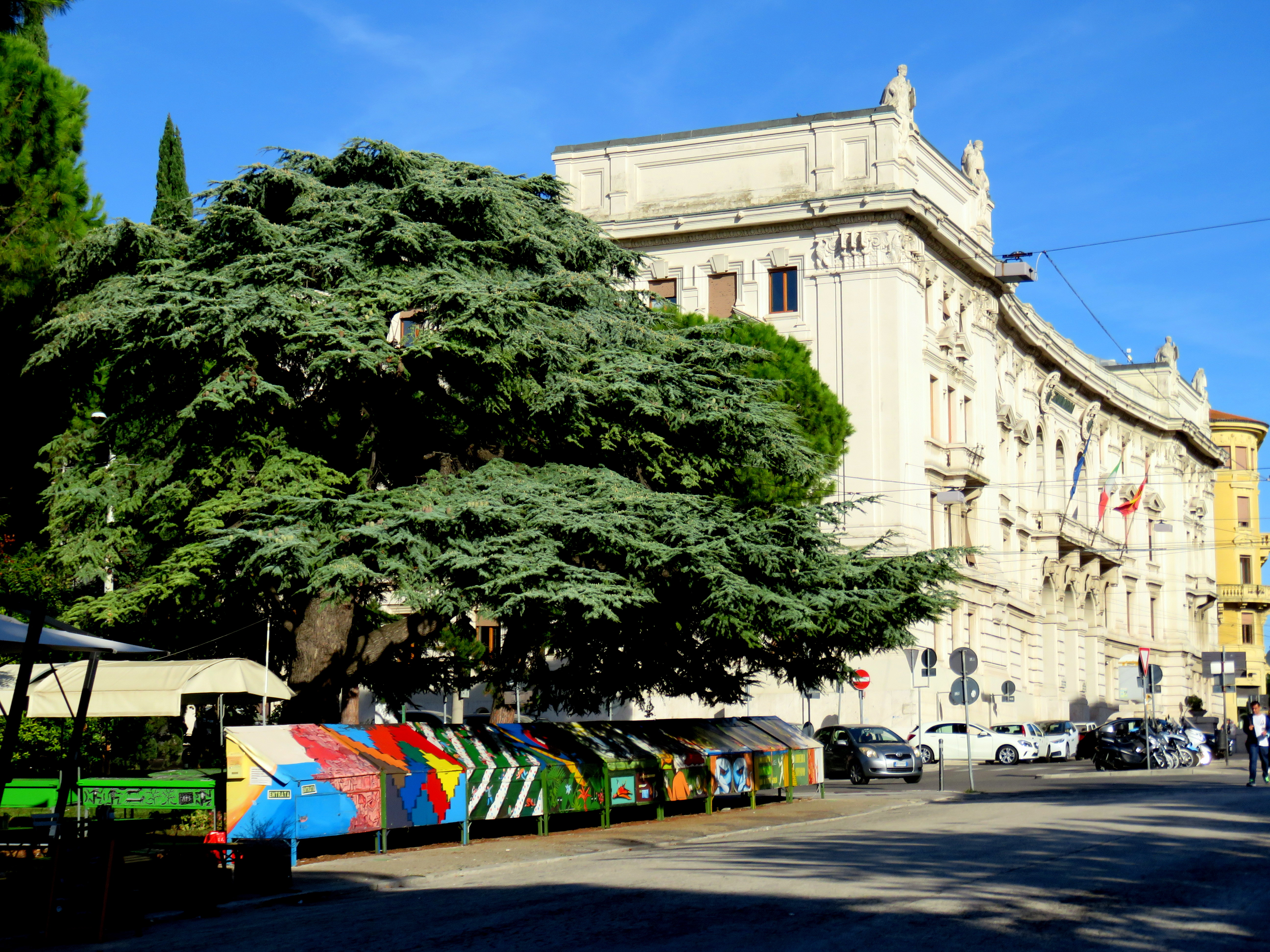
Ampliamento degli anni 1923-1925 - visibile un cedro del Libano dell'epoca e il Palazzo del Popolo (ex Palazzo del Littorio).

### L'ampliamento degli anni venti
Tra il 1923 e il 1925, porta Cavour e il tratto di mura che delimitava la piazza furono demoliti per permettere l'espansione della città lungo l'asse del Viale della Vittoria, tracciato poco prima. Da allora Piazza Cavour assunse un nuovo ruolo, diventando elemento di congiunzione tra i rioni storici e il nuovo Rione Adriatico, oltre che importante luogo di sosta lungo la passeggiata "da mare a mare", ossia dalle banchine del porto alla costa alta del Passetto. 
In occasione della demolizione delle mura, la piazza venne ampliata nell'area resasi libera, su progetto dell'ingegner Federico Federiconi, che anche in questo caso adottò con poche varianti il progetto di Guido Cirilli del 1911. Sorsero così nuovi giardini, articolati in quattro isolati triangolari contornati da strade veicolari; contrariamente alle zone verdi già presenti, questo settore venne realizzato con un aspetto meno formale, con vialetti sinuosi e alberature non simmetriche. Su questo ampliamento della piazza sin da allora si affacciava il prospetto laterale del Palazzo delle Poste, di Guido Cirilli, che nel decennio successivo fu accompagnato da quello simmetrico del Palazzo del Littorio (dal 1945 Palazzo del Popolo), opera di Amos Luchetti.
Piazza Cavour è tutelata in quanto bene storico, in base al Decreto Ministeriale del 12 dicembre 1959 e al Decreto Legislativo n.42 del 2004.

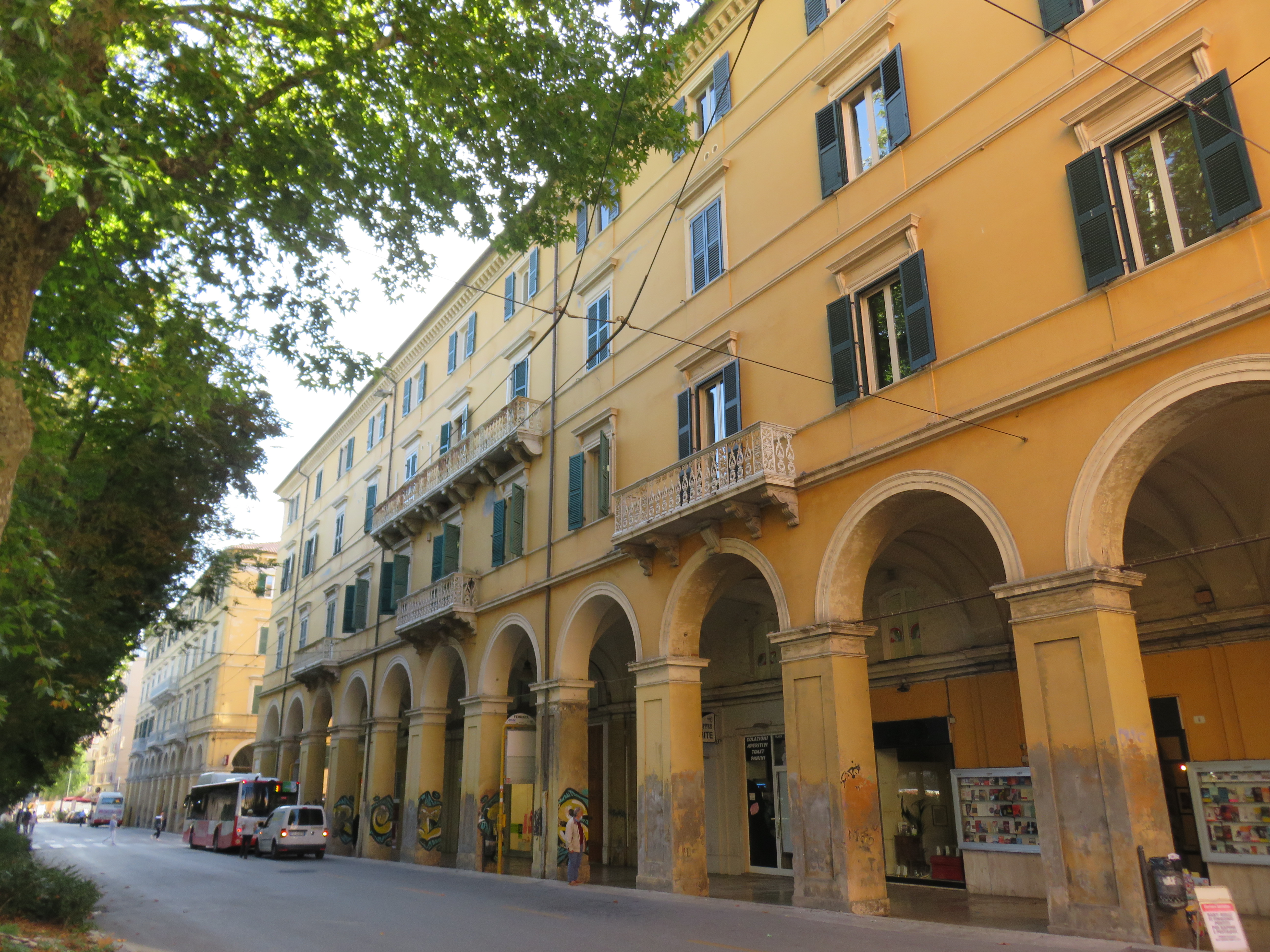
Palazzi porticati - lato nord-ovest

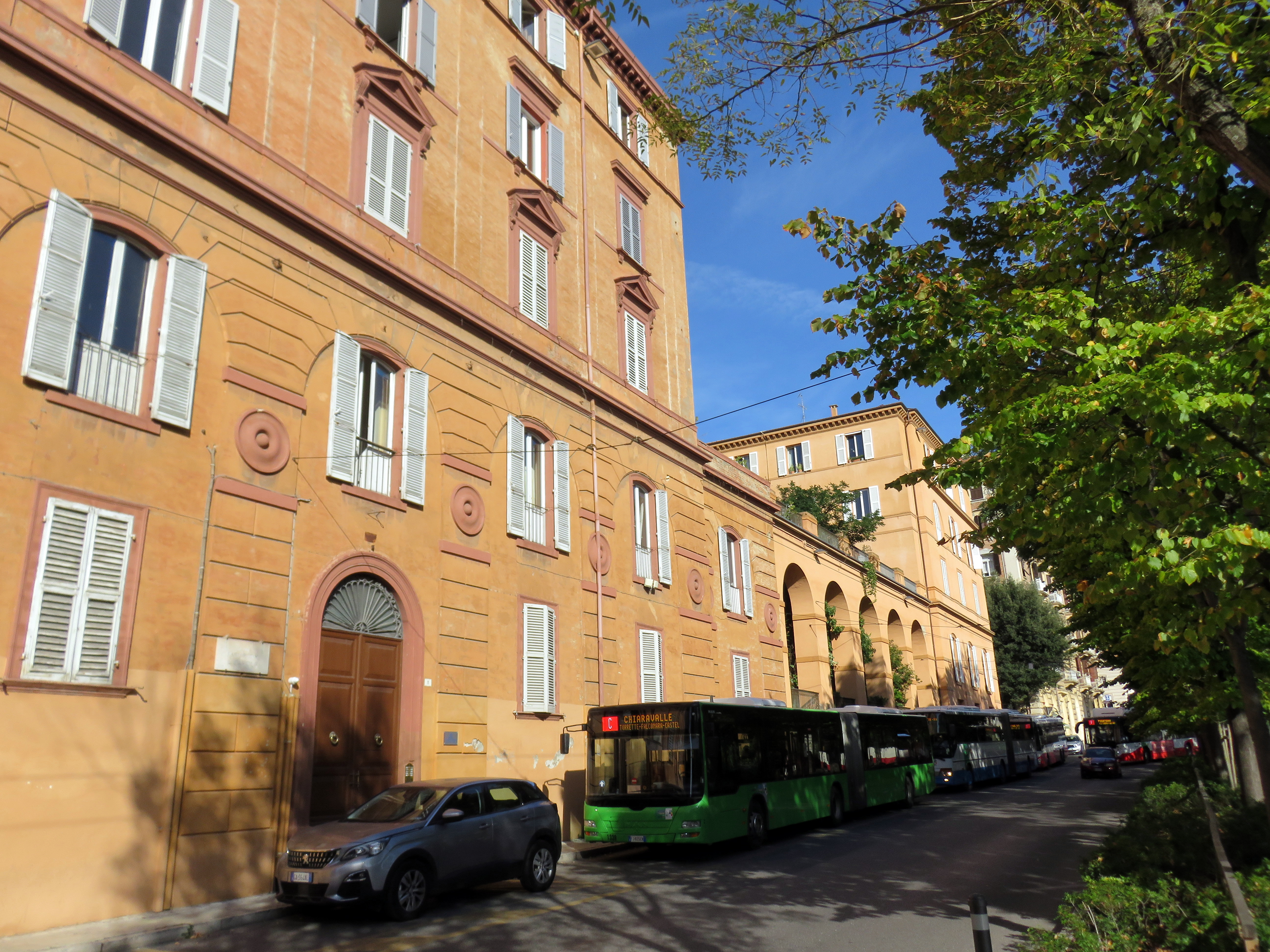
Palazzi del lato nord-est (palazzi Barducci)

## Palazzi
Sul lato nord-ovest sorgono due palazzi simmetrici, aventi come asse corso Garibaldi; sono porticati e tipici dell'architettura della metà dell'Ottocento, che aveva come modello l'urbanistica torinese. Si tratta di Palazzo Terni (verso corso Stamira) e del Palazzo della Società Anonima (verso corso Mazzini). Sotto ai portici, i marciapiedi sono in pietra della Lessinia, con sfumature dal bianco al rosa carico, su cui sono visibili fossili di ammoniti; l'uso di questa pietra nei marciapiedi è tipico dei rioni ottocenteschi della città, Santo Stefano e Cardeto, e dei portici del rione degli Archi.
Il lato sud-ovest è quasi completamente occupato dal Palazzo delle Marche, sede del Consiglio regionale dal 2007; prima di svolgere tale funzione era la sede del Compartimento di Ancona, uno dei quindici in cui era organizzato il servizio ferroviario. Il palazzo fu costruito nel 1895 dal Comune appositamente come sede del compartimento ferroviario ed aveva perciò il nome di "Palazzo delle Ferrovie"; venne acquistato dalle Ferrovie dello Stato nel 1927. Sullo stesso lato si trova il palazzo della sede regionale dell'INPS, costruito nel secondo dopoguerra.
Il lato sud-est è caratterizzato dai prospetti laterali di due palazzi monumentali, che hanno entrambi la facciata sul largo XXIV maggio, adiacente a piazza Cavour. Si tratta del Palazzo delle Poste (1926), opera di Guido Cirilli, e del Palazzo del Popolo, di Amos Luchetti, costruito con il nome di "Palazzo del Littorio" come sede del Partito Fascista e che dal 1945 al 2011 fu sede del consiglio comunale, riportato nella sua sede storica, il Palazzo degli Anziani. È ora sede della giunta comunale.
Il lato nord-est è stato oggetto di una progettazione unitaria e simmetrica: è costituito dai tre palazzi Barducci, due angolari ed uno centrale, collegati da due quinte architettoniche ad arconi, oltre i quali si estendono ampi giardini interni, la cui vegetazione si intravede dalla piazza.

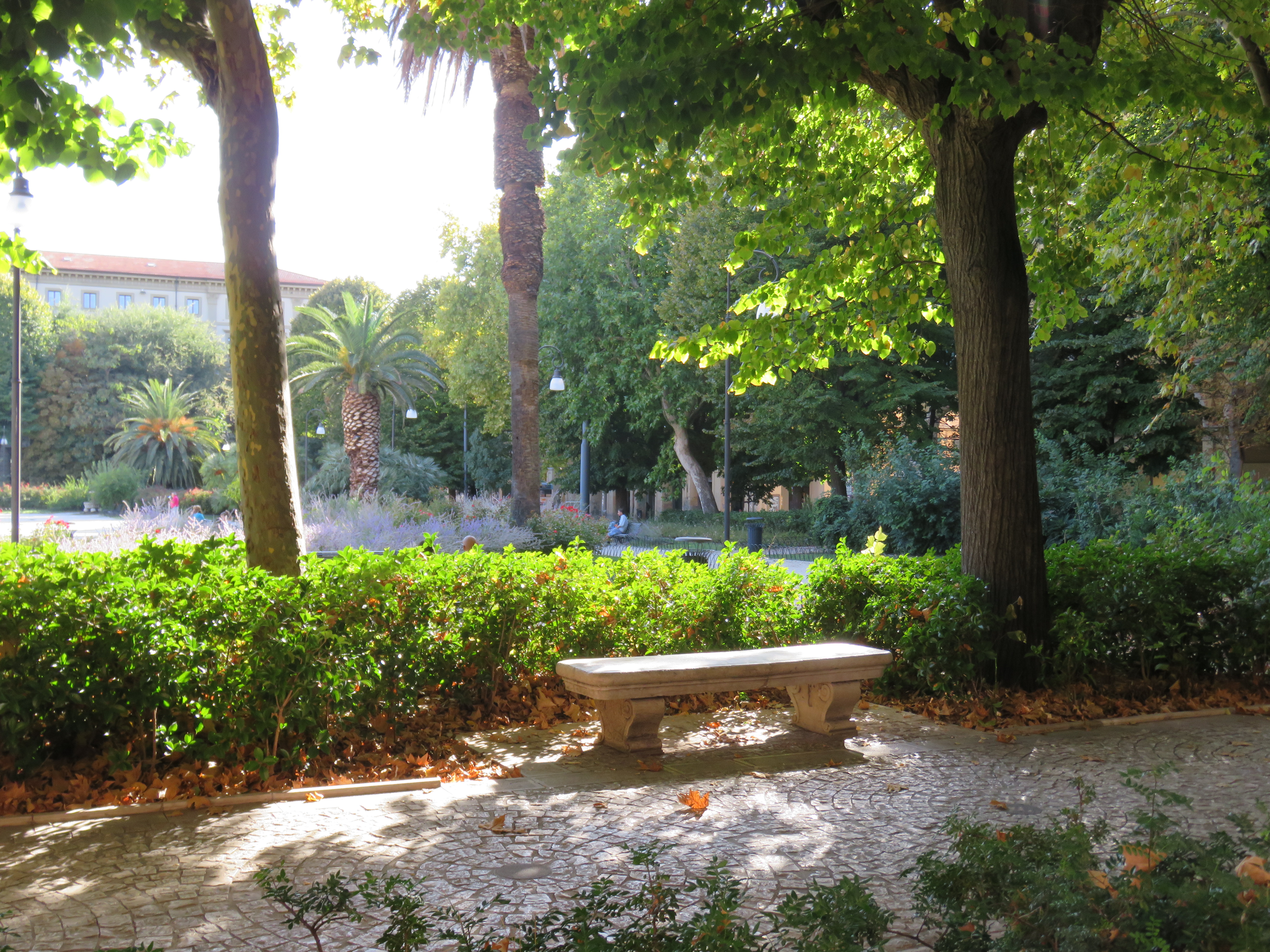
Panchina ottocentesca, sui viali perimetrali esterni

## Vegetazione e arredi

### Elementi ottocenteschi
Elementi dell'aspetto della piazza nel 1868 sono la statua a Cavour e il doppio filare di alberi che ne circonda sin dall'origine tutto il perimetro. All'ombra di questi filari furono poste panchine in pietra bianca, tuttora presenti. 
Inizialmente le specie presenti in questo filare erano:
- platani orientali (ancora presenti);
- tigli americani (ancora presenti);
- alberi del paradiso (ancora presenti);
- sofore;
- olmi campestri (successivamente sostituiti da olmi siberiani: allora non era ancora diffusa la grafiosi, arrivata in Italia negli anni Trenta).

L'arrivo ad Ancona degli esuli provenienti dalla Turchia in seguito al conflitto italo-turco del 1911-1912 contribuì a diffondere in città una sensibilità particolare nei confronti della guerra appena combattuta

### Elementi dei primi anni del Novecento
Nel 1913 la piazza venne arricchita di nuovi arredi, su progetto dell'ingegner Federico Federiconi, che poi nel 1919 si occupò dell'ampliamento verso est. In entrambi i casi, Federiconi tenne presente il progetto del 1911 di Guido Cirilli, che riprese con poche varianti. In quell'occasione vennero aggiunte aiuole a prato e palme, in modo da formare uno spazio centrale a forma di stella ottagonale; sui quattro lati si aggiunse un secondo percorso perimetrale, che si aggiunse a quello ottocentesco, più esterno. 
Nella scelta delle alberature operata nel 1913 si nota la tendenza all'esotismo accentuatasi in Italia subito dopo la conclusione della guerra di Libia: palme delle Canarie e palme della Cina furono usate in gran numero e ciascuno dei quattro ingressi dell'area pedonale centrale venne incorniciato da grandi cespugli simmetrici di palme di San Pietro. Queste tre specie di palme, pur diminuite di numero, caratterizzavano l'aspetto della piazza sino al 2014, quando il Comune abbatté le 38 palme della Cina, suscitando proteste da parte delle associazioni ambientaliste.

### Elementi del periodo tra le due guerre mondiali

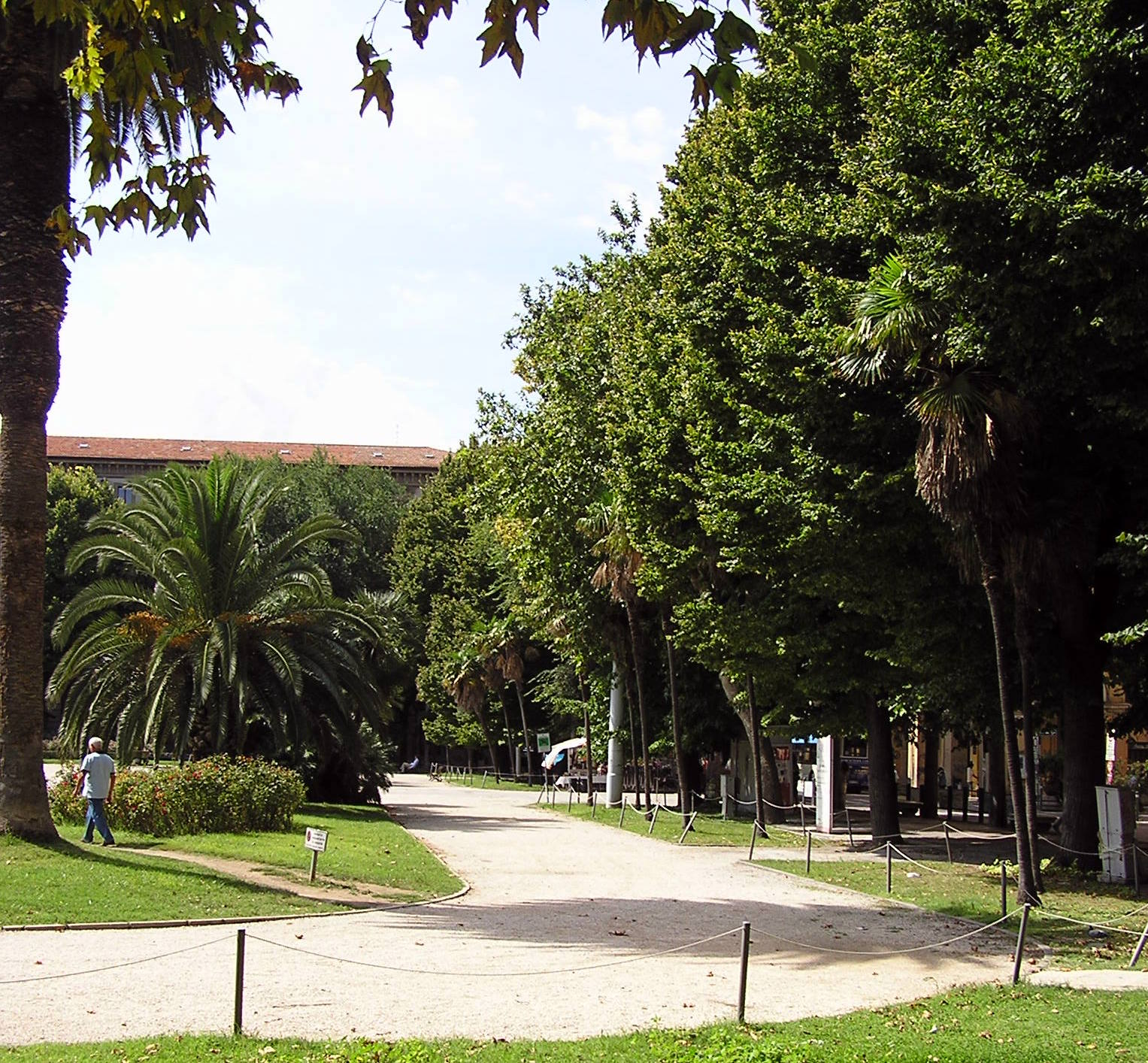
Scorcio del vialetto interno prima degli abbattimenti di palme della Cina del 2014 (quelle a destra)

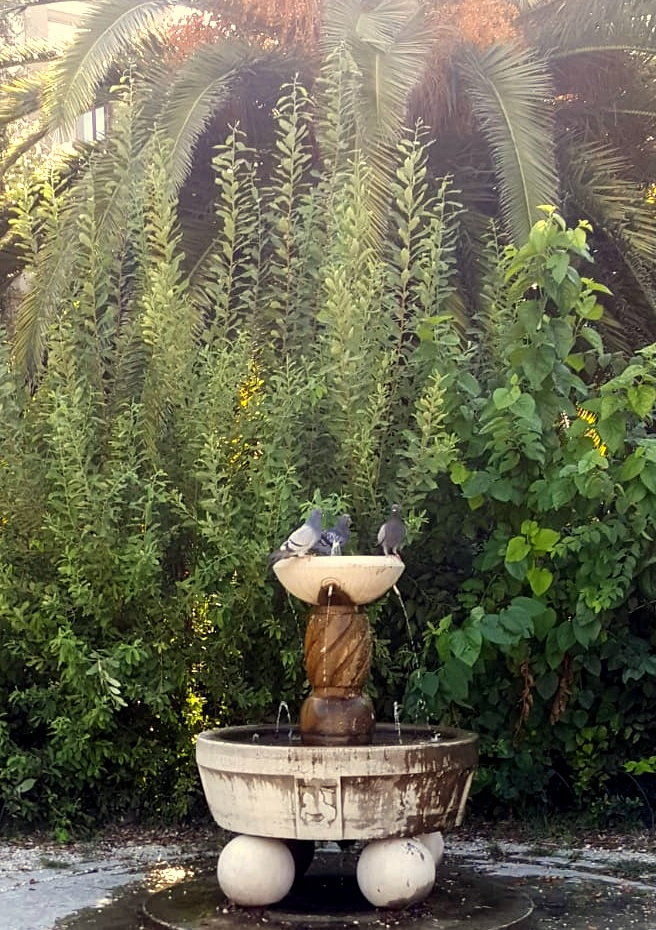
Fontana in stile Novecento, del 1931

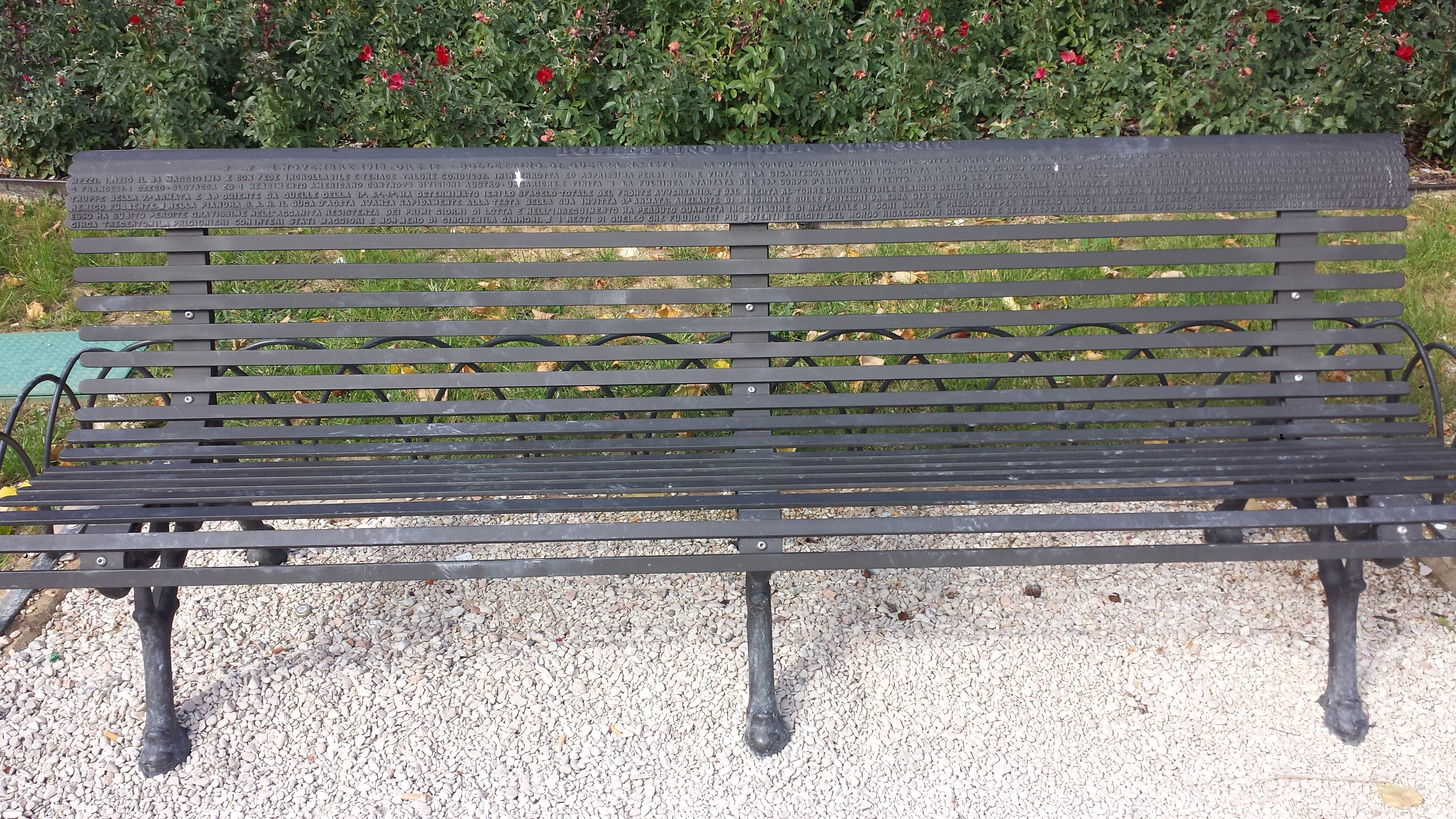
Bollettino della Vittoria su una storica panchina in ghisa della piazza (1920)

La piazza nei primi anni Cinquanta, con le colonnine fluorescenti in graniglia e le recinzioni ad archetto

Pochi anni dopo la Prima guerra mondiale, nel 1920, furono posizionati arredi Liberty: cestini e panchine in ghisa, alcune delle quali hanno sullo schienale un'iscrizione in cui è riportato il Bollettino della Vittoria.
Negli anni venti del Novecento, su proposta dell'associazione "Accolta dei Trenta - Brigata Amici dell'Arte", la statua di Cavour fu contornata da un'aiuola ottagonale su progetto dell'architetto Eusebio Petetti, che adottò per la vegetazione i criteri del giardino all'italiana e in particolare del barocchetto romano, con bordi mistilinei di bosso circondanti fioriture annuali; altri bossi erano potati a sfera, alcuni variegati e altri verdi; tra le specie che si alternavano nel corso dell'anno c'erano:
- salvia splendente;
- coleus;
- iresine a foglie rosse.

Sempre negli anni Venti, in occasione dell'ampliamento della piazza verso est, le nuove aiuole vennero alberate con le seguenti specie:
- cedri del Libano, di cui è superstite un esemplare monumentale;
- pini d'Aleppo, ancora presenti;
- alberi di Giuda, ancora presenti;
- aceri campestri, oggi sostituiti da aceri americani;
- maggiociondoli, non più presenti;
- tuie giganti, di cui rimane un solo esemplare;
- allori, oggi ridotti dalle potature al rango di grossi cespugli.

Nel 1931 fu realizzata la piccola fontana in stile Novecento che adorna l'angolo sud-occidentale della piazza, la cui vasca poggia su quattro sfere di pietra; essa era originariamente alimentata dall'antico acquedotto di Santa Margherita.

### Dopoguerra
Nel secondo dopoguerra gli arredi della piazza furono restaurati ed integrati: negli anni cinquanta furono inseriti elementi di pregio, allora visti come segno della città che risorgeva dopo le rovine della guerra: le colonnine fluorescenti ricoperte in graniglia per illuminare il vialetto perimetrale interno, le recinzioni ad archetto poste a protezione delle aiuole e parterre multicolori di canna d'india in corrispondenza di ogni angolo.
Nel 1951, fu posto nell'ampliamento novecentesco della piazza, nelle vicinanze del Palazzo del Popolo, il busto di Luigi Albertini, figura di spicco del giornalismo italiano, scolpito da Vittorio Morelli.

### Il periodo del degrado
Un periodo d'incuria e di mancanza di manutenzione ha interessato la piazza durante gli anni novanta e si è protratto negli anni duemila; ciò ha portato man mano all'eliminazione di molti degli elementi originari di arredo storico della piazza, tra cui quasi tutte le panchine in ghisa, tutti i cestini in stile Liberty, alcuni antichi lampioni che erano posti lungo il capolinea degli autobus extraurbani; delle panchine con il bollettino della Vittoria era rimasto un unico esemplare. Erano state eliminate anche le testimonianze degli anni Cinquanta: i lampioni in graniglia e le recinzioni ad archetto. Contrasta con questo quadro il restauro dei quattro grandi lampioni liberty che illuminano l'area centrale. 
Nonostante l'importanza della piazza e il suo valore come testimonianza storica, essa è rimasta per lunghi anni a cavallo tra XX e XXI secolo in forte degrado e permanentemente usata come luogo di sosta di giostre e baracconi, suscitando le proteste dei cittadini. Unico elemento positivo di quegli anni fu invece il parziale ripristino della vegetazione delle aiuole, operato in occasione della visita di papa Benedetto XVI al XXV Congresso Eucaristico Nazionale, svoltosi in Ancona nel settembre 2011.

## Il restauro del 2016

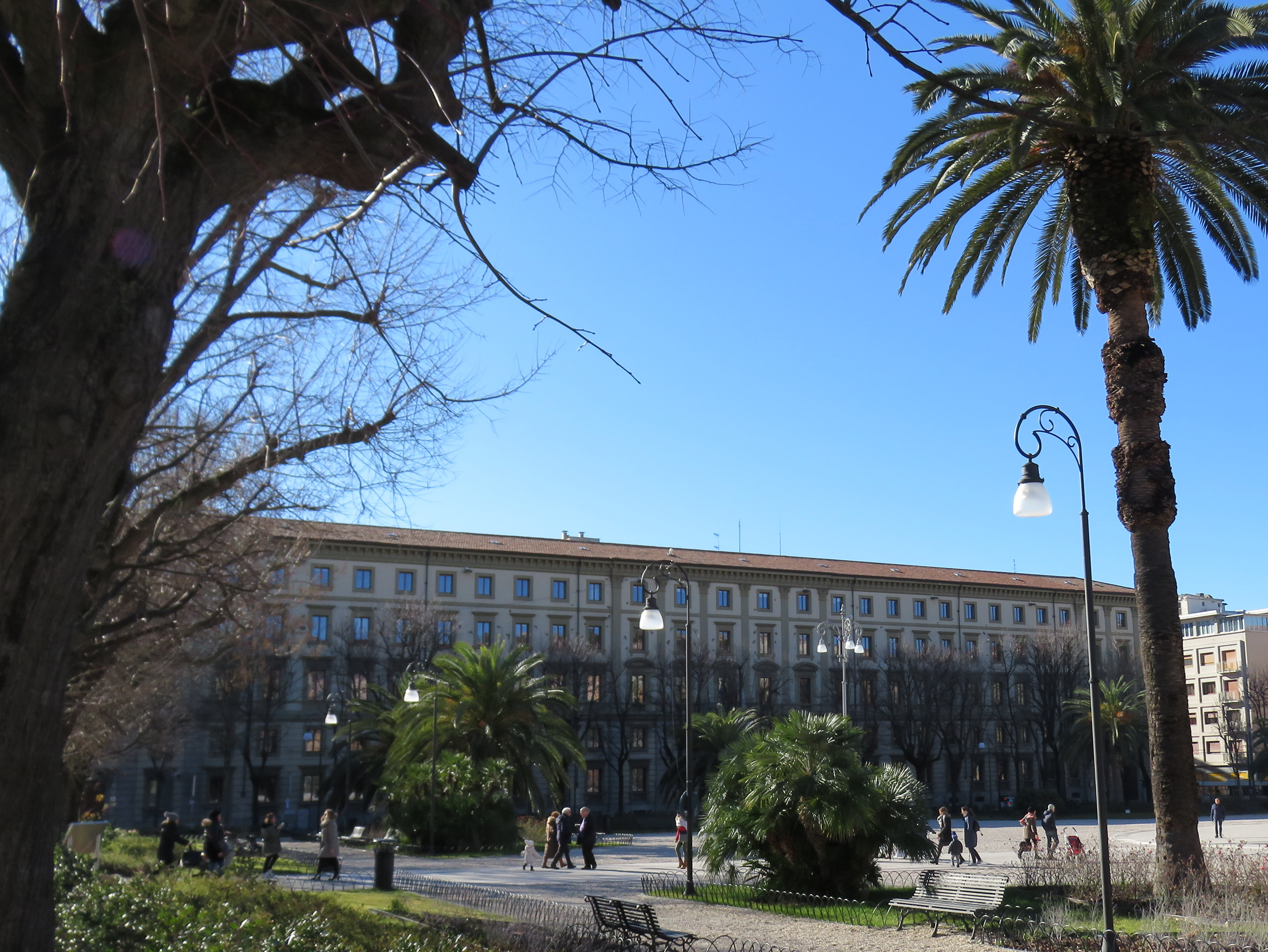
Il Palazzo delle Marche, sede del consiglio regionale, visto dalla piazza da poco restaurata, nell'inverno del 2017

### Aspetti generali del progetto di restauro
Il 22 luglio del 2016 è stata completata la nuova sistemazione della parte ottocentesca della piazza, che in parte è stata restaurata nel suo aspetto originario, in parte ha visto l'introduzione di novità, come la realizzazione nei quattro angoli interni di piazzole di sosta ombreggiate da aranci, l'installazione di una nuova illuminazione dei due vialetti perimetrali, l'introduzione di siepi di schermatura dal traffico esterno e la pavimentazione in pietra dei percorsi, originariamente ricoperti di ghiaino.
Sono stati ripristinati o restaurati alcuni elementi dell'arredo storico, come le panchine ottocentesche in marmo, quelle in ghisa degli anni venti del Novecento, le recinzioni ad archetto delle aiuole degli anni cinquanta. In particolare, le quattro superstiti panchine in ghisa del primo dopoguerra sono state restaurate e replicate in sessantasei esemplari (di cui quattro recanti il testo del Bollettino della Vittoria), solo di poco rialzate per motivi ergonomici. Nuovi lampioni, che nella forma richiamano quelli originari ancora presenti nell'area centrale della piazza, sono stati collocati nel vialetto perimetrale interno. Non sono stati invece ripristinati altri elementi d'arredo storici: i cestini liberty e i lampioni originari nel lato orientale, nonostante ciò fosse stato richiesto da varie associazioni naturalistiche e culturali.

### Critiche al progetto
I lavori di sistemazione, iniziati nel 2014, furono inizialmente segnati da pesanti critiche da parte delle associazioni ambientaliste, che contestavano il progetto per la mancanza di rispetto nei confronti della vegetazione preesistente e per l'alterazione dell'aspetto storico.
Per quanto riguarda il verde, fu criticato l'abbattimento di trentotto palme della Cina e di alcuni alberi secolari del filare perimetrale; suscitò polemiche anche la decisione di non rimpiazzare le tre palme delle Canarie mancanti e di ridurre il numero delle palme presenti nella piazza da 58 a 17; all'epoca, il punteruolo rosso, insetto che attacca le palme e le porta rapidamente alla morte, non era ancora arrivato in Ancona e le associazioni chiedevano l'adozione delle misure preventive già emanate in altre città e la sostituzione degli esemplari morti per altre cause.
Per quanto riguarda poi il rispetto dell'aspetto storico della piazza, le associazioni criticavano anche la scelta di modificarne il disegno generale risalente al 1868 e al 1913, alterando pesantemente l'articolazione degli spazi, la forma delle aiuole e gli effetti prospettici, in contrasto con le norme di tutela della piazza vigenti.

### Collaborazione tra associazioni e amministrazione

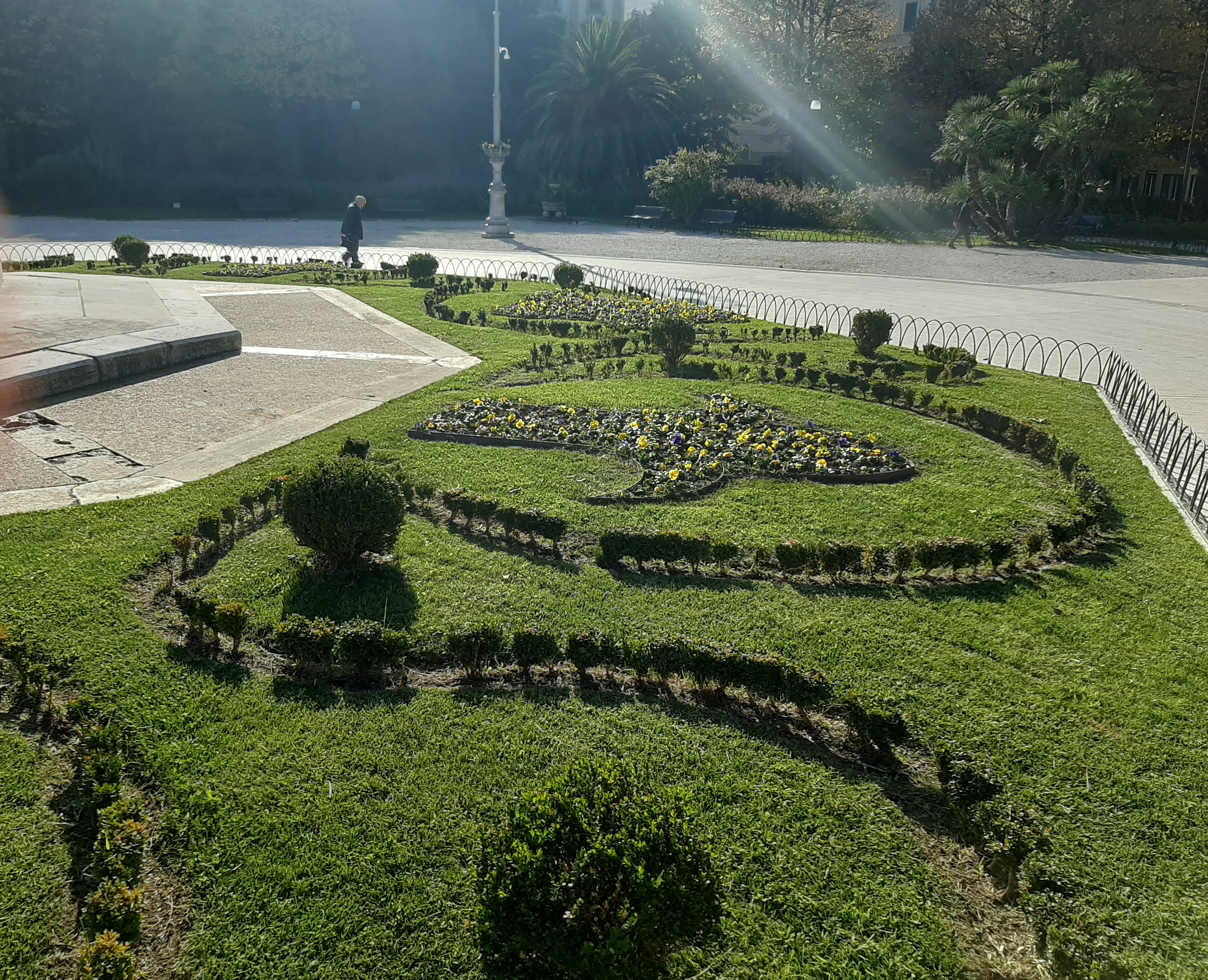
L'aiuola centrale ottagonale, riportata nel 2016 al suo aspetto degli anni '20 - si nota anche la recinzione ad archetti degli anni '50, anch'essa ripristinata

A seguito di ripetuti incontri tra le associazioni e l'amministrazione comunale, dopo gli iniziali contrasti si è stabilita una serena collaborazione, che ha portato ad un accordo e all'adozione di varianti al progetto, in modo da renderlo più rispettoso delle testimonianze storiche. In particolare, sono state stralciate le seguenti ipotesi di progetto:
- circondare la statua di Cavour con alberi che l'avrebbero resa poco visibile, cosa che avrebbe negato l'idea fondamentale del progetto del 1868;
- aumentare le dimensioni delle aiole, modificarne il perimetro e rendere quadrata l'area centrale, alterandone la forma a stella ottagonale risalente al progetto del 1914;
- diminuire la larghezza degli accessi all'area centrale, cosa che avrebbe cancellato l'impressione di simmetria che il progetto del 1914 aveva raggiunto con studiate misure correttive, adottate per non far percepire l'irregolarità dell'area della piazza e la posizione non perfettamente centrale della statua di Cavour[25];
- creare una barriera di alberelli sul lato interno delle aiole, cosa che avrebbe impedito di percepire la successione di quinte vegetali di altezza crescente, attuata con il progetto del 1914.

È stata inoltre accettata la proposta delle associazioni di ripristinare il disegno all'italiana della vegetazione nell'aiuola ottagonale centrale, realizzato negli anni venti del Novecento. Tale sistemazione, dovuta all'architetto Eusebio Petetti che l'aveva ideata per conto dell'associazione artistica Accolta dei Trenta, era andata perduta a causa dell'abbandono durante la Seconda guerra mondiale. L'amministrazione ha accettato anche di ripristinare le zone a canna d'India agli angoli delle aiole, che erano state realizzate negli anni Cinquanta.
Le seguenti sei richieste delle associazioni non sono state accolte.
- Il rispetto dell'antico disegno delle zone fiorite nelle aiuole angolari, sostituito con uno di concezione moderna.
- L'utilizzo, nei percorsi pavimentati, della pietra storicamente già presente nei marciapiedi della piazza, oltre che in quelli dell'espansione urbana ottocentesca, ossia la pietra ammonitica dei Monti Lessini; il progetto, poi realizzato, prevedeva l'uso invece della pietra d'Istria. L'uso del marmo rosato dei Lessini era stato richiesto dalle associazioni anche perché identitario della città e perciò citato anche in letteratura: Vincenzo Cardarelli, ne Il cielo sulle città, ne ricorda l'uso nei marciapiedi di Ancona[26].
- La piantumazione di nuovi esemplari di palme, per sostituire quelli abbattuti nel corso della prima fase del progetto e quelli morti negli anni precedenti a causa di errate potature.
- L'adozione di misure volte ad impedire l'arrivo in città del punteruolo rosso delle palme, che allora era ancora assente e che in seguito ha decimato le palme presenti nei giardini storici della città, comprese quelle della piazza, presenti sin dal 1914[27].
- Il rispetto dei lampioni storici situati nel viale che separa la parte ottocentesca dalla parte novecentesca, che il comune ha fatto rimuovere, in contrasto con quanto previsto nelle norme di tutela della piazza.
- Il ripristino dei cestini portarifiuti in stile Liberty, che anziché essere restaturati secondo le norme vigenti, erano stati rimossi qualche anno prima dell'inizio dei lavori[3][4].

La rimozione, in contrasto con le norme di tutela, dell'ultimo lampione storico del viale che separa la parte ottocentesca dalla parte novecentesca ha dato origine ad un esposto alla Procura della Repubblica e ad un appello firmato da cittadini attenti al rispetto delle testimonianze storiche, rimasto inascoltato. Le indagini compiute in seguito all'esposto hanno rivelato che il lampione è stato ceduto ad una fonderia. 
Perfetto accordo tra associazioni e comune c'è stato per l'adozione di misure tutto ciò che potesse favorire la fruizione da parte dei disabili, tra cui l'introduzione di percorsi per non vedenti.